# الموتى السائرون: ثغرة جديدة

قائمة اختيار الحلقات الخمس من اللعبة

ذا واكينغ ديد: الموسم الثالث (بالإنجليزية: The Walking Dead: Season Three)‏ هي لعبة فيديو من نوع مغامرات وتأشير ونقر مقسمة إلى حلقات صدرت في 2016. هي مستندة على سلسلة الكتب المصورة باسم الموتى السائرون للكاتب روبرت كيركمان وهي تكملة لقصة الموسم الأول والموسم الثاني. وهي متوفرة على أجهزة أندرويد وآي أو إس وويندوز وأو إس 10 وبلاي ستيشن 4 وإكس بوكس ون. اللعبة من تطوير ومن نشر تلتيل جيمز. تحتوي اللعبة على اللغة العربية.

## الحلقات
| رقم الحلقة في السلسلة                                               | رقم الحلقة في الموسم | عنوان الحلقة                | تاريخ البث لأوّل مرة |
| ------------------------------------------------------------------- | -------------------- | --------------------------- | ------------------- |
| 12                                                                  | 1                    | «"Ties That Bind - Part 1"» | 20 ديسمبر 2016      |
| جاڤيير وعائلته يواجهون معاناة في محاولة الهروب من هجوم على مجتمعهم. |                      |                             |                     |
| 13                                                                  | 2                    | «"Ties That Bind - Part 2"» | 20 ديسمبر 2016      |
| بعد الأحداث الكارثية، يحاول جاڤيير وفريقه الاستمرار في البقاء.      |                      |                             |                     |
| 14                                                                  | 3                    | «"Above the Law"»           | 28 مارس 2017        |
| كشف الأسرار والخيانات تهدد بتفكيك الجماعة من الداخل.                |                      |                             |                     |
| 15                                                                  | 4                    | «"Thicker Than Water"»      | 25 أبريل 2017       |
| جاڤيير يجب أن يقرر بين ولائه للعائلة أو للمجموعة.                   |                      |                             |                     |
| 16                                                                  | 5                    | «"From the Gallows"»        | 30 مايو 2017        |
| الجميع سيواجهون نتائج قراراتهم في اللحظة الأخيرة.                   |                      |                             |                     |

## وصلات خارجية
- الموقع الرسمي